# Bernhard Schmidt
Bernhard Woldemar Schmidt (Nargen, 30 marzo 1879 – Bergedorf, 1º dicembre 1935) è stato un ottico e astronomo tedesco, di origine estone.
Ottico e astronomo dell'Osservatorio di Amburgo, ideò geniali procedimenti tecnici per realizzare particolari tipi di lenti.
Costruì un originale sistema ottico, in seguito largamente adottato in vari telescopi, detti a camera Schmidt, con il quale è possibile eseguire lastre fotografiche e immagini dello spazio, con un campo ampio sino a 50 gradi quadrati, esenti da aberrazione ottica, da coma e da astigmatismo.
La novità di questo sistema ottico, per l'epoca, consiste nell'aver interposto, sul cammino dei raggi luminosi che giungono allo specchio, una lente correttrice a superficie asferica che elimina le aberrazioni particolarmente sensibili ai bordi dell'immagine.
Lo scrittore estone Jaan Kross romanza la sua vita in Vastutuulelaev (1987).